# Memoria del camino
Memoria del camino es un libro de poesía escrito por el poeta Juan José Cuadros en el año 1975, en la colección PROVINCIA de poesía con el n º XXV, que obtuvo el año anterior con dicho trabajo, el primer premio de poesía Antonio González de Lama.